# Дубовик Карпо Андрійович
Карпо Андрійович Дубовик (1881 — ?) — козак, депутат Державної думи Російської імперії II скликання від Полтавської губернії.

## Життєпис
Православний за віросповіданням, українець за походженням. Належав до стану козаків.
Освіту здобув у двокласному Біликівському міністерському училищі. Служив волосним писарем, після цього — в канцелярії земського начальника. Володів земельним наділом розміром одна десятина.
11 лютого 1907 року вибраний депутатом Державної думи Російської імперії II скликання від Полтавської губернії. Увійшов до Групи правих та поміркованих. Участі в діяльності комісій та парламентських дискусіях не брав.
Подальша доля невідома.